# بيدرو ليون زاباتا
بيدرو ليون زاباتا (بالإسبانية: Pedro León Zapata) هو رسام فنزويلي، ولد في 27 فبراير 1929 في لا غريتا ‏ في فنزويلا، وتوفي في 6 فبراير 2015 في كاراكاس في فنزويلا.